# Манаготра
Манаготра (укр. Манаготра) — маловодная река в горном Крыму, правая составляющая реки Бельбек. Длина водотока — 4,1 км, площадь водосборного бассейна — 10,0 км², уклон реки 40 м/км. Уклон реки — 40,0 м/км.

## Название
Гидроним Монаготра имеет греческие корни, происходить может либо от «монас» — одинокий, либо от «мониос» — дикий кабан. Хорос означает «место», соответственно название трактуют, как «кабанье место». Иногда встречается вариант Монаготра-Су.

## География
Истоки реки — карстовые родники на западных склонах хребта Ай-Петри, северный склон горы Биюк-Таушан (около 50 мелких источников). В материалах «Партии Крымских Водных изысканий» 1916 года перечислены 34 родника, все с собственными названиями, на высотах от 431 до 1033 м (родник Хурт-Сале). Сейчас принято, что истоком является достаточно мощный родник Хамыш I на высоте 875 м над уровнем моря и дебетом 3230 вёдер в сутки. Манаготра течёт на запад, затем на юг, принимая, согласно справочнику «Поверхностные водные объекты Крыма», 2 безымянных притока длиной менее 5 километров, на современных картах подписанные, как овраги Левка-Дере справа и Манифер-Дересы — слева. Среднемноголетний сток на гидропосте Счастливое — 0,037 м³/сек, в устье — 0,04 м³/сек. Там же, в Счастливом, сливаясь с левой составляющей, рекой Биюк-Узенбаш, образует реку Бельбек в 55 км от её устья. В ущелье реки в 1959—1964 годах сооружено Счастливенское водохранилище (оно же водохранилище Счастливое-2), предназначенное для водоснабжения Южного Берега. Водоохранная зона Монаготры установлена в 50 м.